# Гермайзе, Иосиф Юрьевич
Ио́сиф Ю́рьевич Герма́йзе (также Осип Гермайзе, а до крещения в 1900 году Самуил-Иосиф Гених (укр. Самуїл-Йосиф Геніх); 23 июля (4 августа) 1892, Киев, Киевская губерния, Российская империя — 22 сентября 1958, лагеря ГУЛАГа, СССР) — украинский советский учёный-историк караимского происхождения, доктор исторических наук.

## Биография
Родился в Киеве в мещанской семье. Учился в 3-й киевской гимназии, окончил её в 1910 году, в 1916 году закончил историко-филологический факультет Киевского университета Св. Владимира. Во время учёбы участвовал в социал-демократических организациях, вступил в Украинскую социал-демократическую рабочую партию (УСДРП), подвергся преследованиям, заключению.
После окончания учёбы преподавал историю в Первой украинской гимназии им. Т. Г. Шевченко.
С 1920 года работал в Киевском институте народного образования (профессор). В 1924—1929 годах — руководитель секции методологии и социологического обоснования истории Научно-исследовательской кафедры истории Украины в Киеве, в 1926—1929 годах руководил секцией истории Украины Научно-исследовательской кафедры марксизма и ленинизма ВУАН. В 1923—1925 годах организатор и руководящий Историко-архивного семинара при Киевском историческом архиве им. В. Б. Антоновича. В 1919—1924 годах — секретарь Постоянной комиссии для составления Историко-географического словаря украинских земель, в 1921—1925 — член комиссии для изучения общественно-политических движений в Украине. В 1924—1929 годах — руководитель Археографической комиссии ВУАН, готовил к изданию «Коденскую книгу судебных дел», «Акты о гайдаматчине». В 1927—1929 годах входил в комиссию по подготовке к изданию Архива Коша Запорожской Сечи.
В 1929 году арестован по обвинению в причастности к «Союзу освобождения Украины», осуждён на 5 лет лишения свободы с поражением в правах на 2 года. Повторно арестован и приговорён в 1937 году, третий раз — в 1944 году. Умер в ссылке. Реабилитирован в 1958 и 1989 годах (11 августа 1989 года Пленум Верховного суда Украины отменил судебное решение по делу и прекратил его в связи с отсутствием в действиях осужденных состава преступления).

## Научная деятельность
Составил и издал материалы к истории украинского освободительного движения во времена Первой мировой войны. Изучал социально-политическую историю Украины 2-й половины XVII века, социально-экономические отношения Гетманщины, исследовал историю гайдаматчины XVIII века и революционные движения XIX — нач. XX века.
Автор более 50 научных трудов в области истории Украины, в частности «Колиивщина в свете вновь обретенных материалов» (Украина, 1924), «Очерки по истории революционного движения на Украине» (К., 1926, Т.1), «Труд Киевского Украинского Научного Общества на фоне научной жизни Надднепрянской Украины» (Украина, 1929), «Коденська книга судебных дел» (Украинский архив, — К., 1931), «Движение декабристов и украинство», «Из истории хозяйства в Левобережной Украине XVIII ст.», «М. П. Драгоманов в украинской историографии» и тому подобное.